# Keipviken
Keipviken (estniska: Keibu laht) är en vik i nordvästra Estland. Den ligger på gränsen mellan kommunerna Lääne-Nigula i landskapet Läänemaa och Lääne-Harju i Harjumaa. Viken ligger 60 km väster om huvudstaden Tallinn och mellan uddarna Neveudden (Toomanina) i väster och Korsnäsudden (Ristna nina) i nordöst. Den närliggande byn Keip (Keibu) har varit namngivande. I bukten har vattendraget Nõva jõgi sitt utflöde.
Årsmedeltemperaturen i trakten är 3 °C. Den varmaste månaden är juli, då medeltemperaturen är 17 °C, och den kallaste är januari, med −12 °C.